# Belén Esteban
María Belén Esteban Menéndez (Madrid, 9 november 1973), beter bekend als Belén Esteban, is een bekende Spaanse televisiepersoonlijkheid. Ze is bekend geworden door een liefdesrelatie met torero Jesulín de Ubrique. Sindsdien treedt ze op als presentatrice en als commentator in verscheidene roddel- en realityprogramma's. Het bekendste programma dat ze presenteert is Sálvame, dat als archetypisch voor telebasura wordt gezien. In de lagere sociale klasses van de Spaanse samenleving staat ze bekend als La princesa del pueblo, de 'prinses van het volk'. 